# Hoevebrouwers

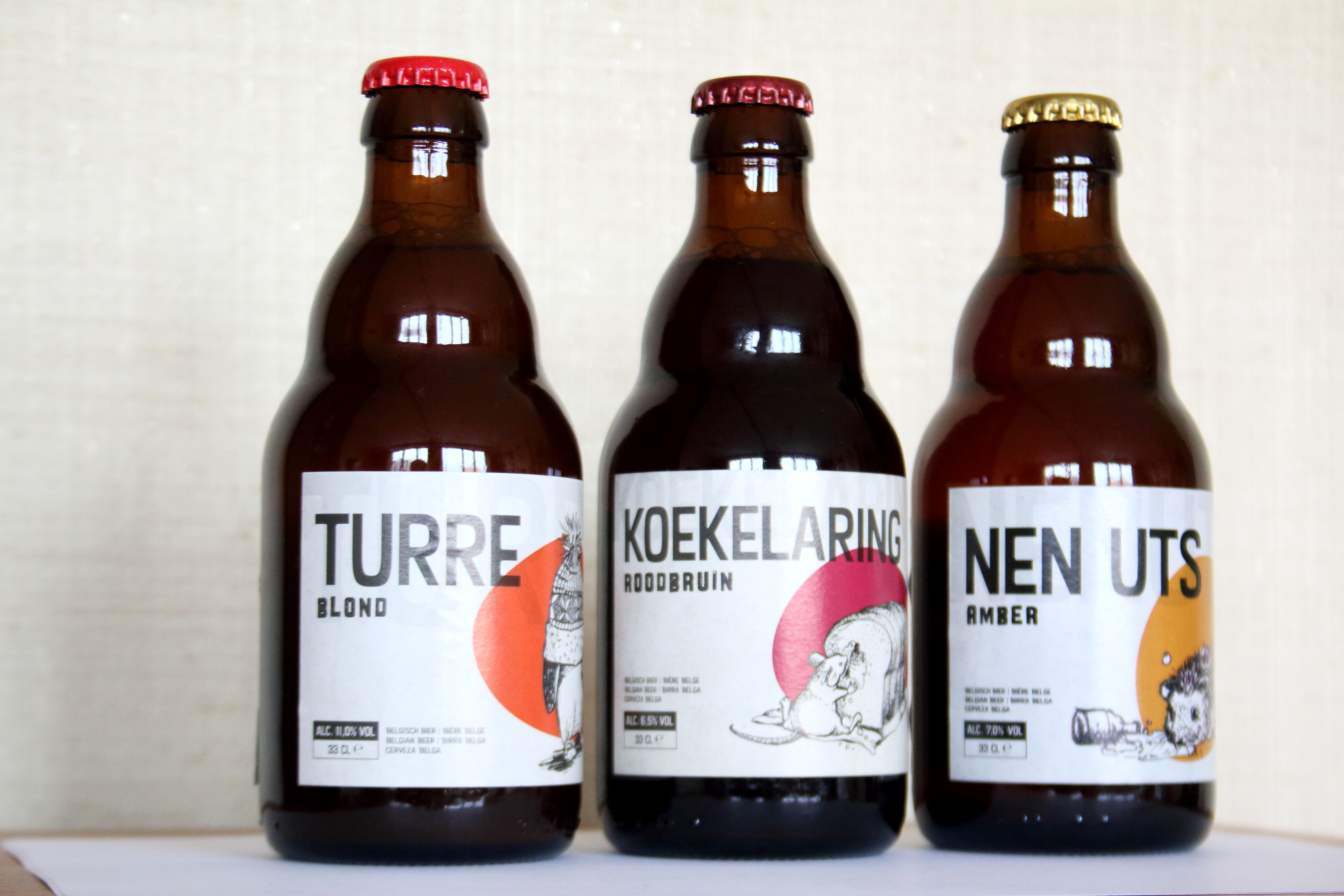
Enkele bieren van de Hoevebrouwers

De Hoevebrouwers is een Belgische brouwerij gelegen in Zottegem. 
De brouwactiviteiten startten in 2006, toen brouwers Kjell Spoormans en Hilde Squire in een hoeve aan de Gentse Steenweg 217 in Grotenberge begonnen met bieren te ontwikkelen. Tijdens de eerste jaren werden de afgewerkte testbrouwsels op grotere schaal gebrouwen in Brouwerij De Graal in Brakel. De brouwerij brouwde ook verschillende speciaalbieren op aanvraag van verenigingen. In 2022 werd een nieuwe eigen brouwerij gecreëerd in een voormalige vleesfabriek aan de Ballingsweg 13 in Zottegem. De brouwinstallatie kan tot 140 000 liter bier per jaar brouwen.

## Bieren

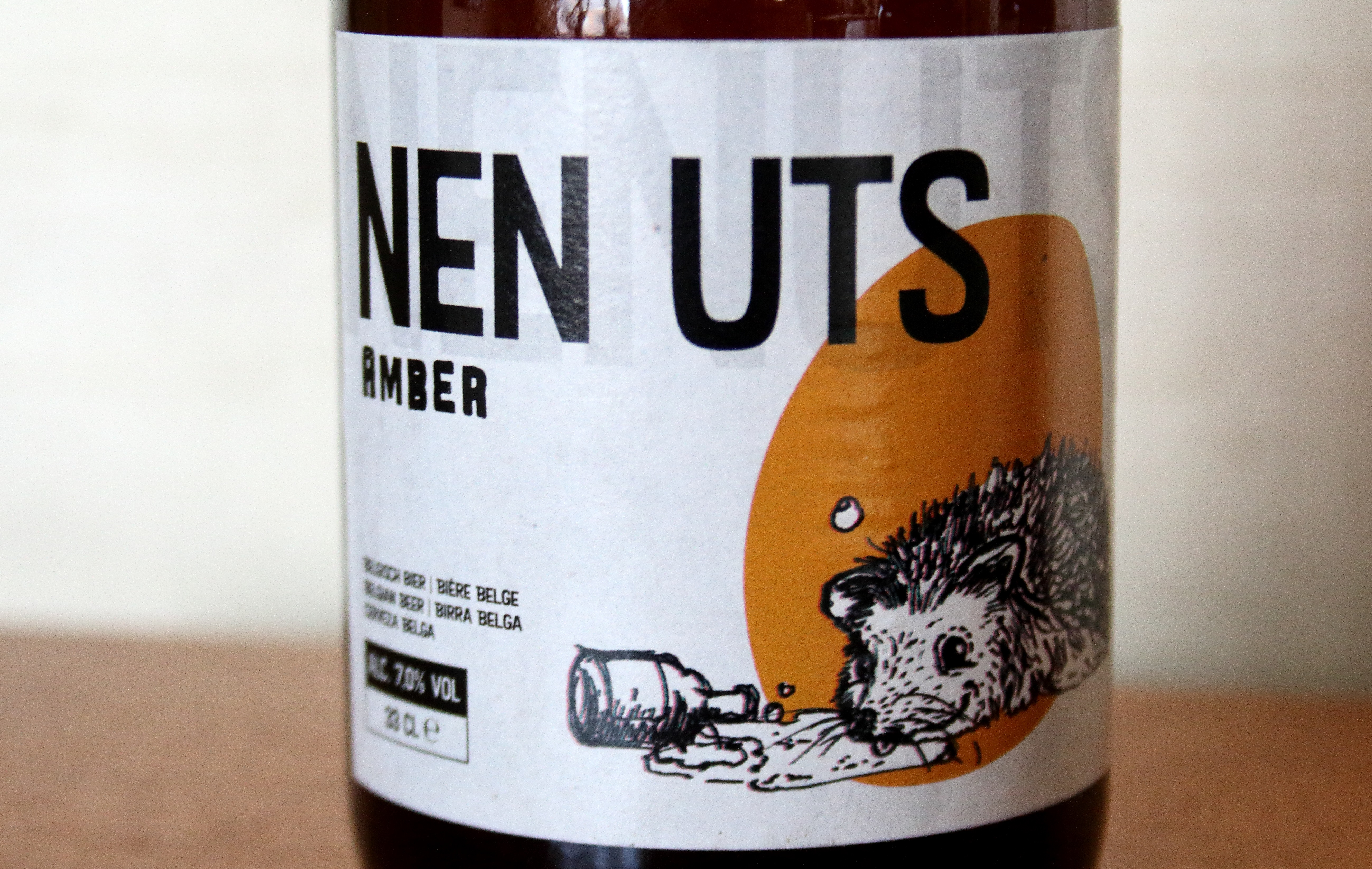
"Nen uts"

Onderstaande bieren worden gebrouwen:
- Toria Blond - 6,5 %
- Toria Tripel - 8,7 %
- Ertegemse Trekkers - 6,0 %[12]
- Spets - 5,2 %[13]
- Nen Uts (genoemd naar het Zottegems voor egel) - 7,0 %
- Turre (genoemd naar het Zottegems voor muts) - 11 %
- Koekelaring (genoemd naar het lokale kaneelbrood koekelaring) - 6,5 %